# Словарь Сатаны
«Слова́рь Сатаны́» (англ. The Devil's Dictionary) — сатирическая книга Амброза Бирса, опубликованная в 1911 году. Книга представляет собой сборник афоризмов о разных сторонах человеческой деятельности. Книга была написана в 1906 году и выпущена под названием «Лексикон циника», но была переиздана в 1911 году под новым заголовком. Современные издания включают в себя определения, которые были исключены ранее по тем или иным причинам.

## История
Предпосылки написания книги можно найти в то время, когда Бирс работал в редакции маленького еженедельного финансового журнала «News Letter» в Сан-Франциско. И хотя содержание «News Letter» было довольно серьёзным, в нём отводилось несколько страниц для сатиры, озаглавленных «The Town Crier». Бирс стал редактором этого проекта в 1868 году, ведя собственную колонку «laughing devil».
Сам Бирс говорил, что идея написания книги пришла к нему в 1881 году. Но ещё в 1869 году Бирс предложил публиковать афоризмы, процитировав словарь Уэбстера:

Правителей иногда называют наместниками Бога. Хотелось бы, чтобы они всегда заслуживали это имя.
Оригинальный текст (англ.)Kings are sometimes called God's vicegerents. It is to be wished they would always deserve the appellation.

Бирс решил развить идею Ноа Уэбстера и выпустить сатирический словарь.
Бирс начал писать словарь в 1875 году, когда уволился из «News Letter». Первые несколько афоризмов были посланы в «News Letter» вместе с просьбой о приёме на работу. Позже эти записки были включены в расширенное издание «Словаря Сатаны».

## Примеры
Абсурд — мнение, абсолютно не совпадающее с чьим-то собственным.

Амнистия — великодушие властей к тем преступникам, наказывать которых было бы слишком дорого.

Вера — признание без доказательств истинности того, что рассказывают, не зная, о вещах, не имеющих аналога.

Вежливость — наиболее приятная форма лицемерия.

Беспристрастный — человек, которому невдомек, что можно извлечь выгоду, приняв сторону кого-то из спорящих или поддержав любое из конфликтующих мнений.

Восхищение — наша вежливая оценка сходства другого с нами самими

Голосование — осуществление права свободного гражданина валять дурака и губить свою родину.

Диагноз — прогноз заболевания по пульсу и кошельку пациента.

Знакомый — человек, которого мы знаем достаточно хорошо, чтобы занимать у него деньги, но недостаточно хорошо, чтобы давать ему взаймы.

Знаток — специалист, знающий всё о чём-то и ничего обо всём прочем. Один такой пострадал при крушении поезда, и ему, чтобы привести в чувство, влили в рот вина. «Пойлак, винтаж семьдесят третьего года», — пробормотал он и умер.

Консерватор — государственный деятель, влюбленный в существующие непорядки, в отличие от либерала, стремящегося заменить их непорядками иного рода.

Мозг (сущ.) — приспособление, которым думают, что думают.

Образование — процесс, в ходе которого разумному открывается, а от глупого скрывается недостаточность их знаний.

Судьба — то, чем деспот оправдывает злодейство, а дурак — неудачу.

Трезвенник — это слабый человек, который поддается искушению отказать себе в удовольствии. Абсолютный трезвенник продолжает воздерживаться от всего, кроме воздержания, но особенно от невмешательства в чужие дела.

Угождать — закладывать фундамент для предательства.

Фактический — иногда случающийся, возможный.

Циник — это мерзавец, который из-за испорченного зрения видит вещи такими, какие они есть, а не такими, какими они должны быть.

Цирк — место, где слоны, лошади и собаки могут посмотреть, как дурачатся мужчины, женщины и дети.

Эмансипация — переход одного раба от тирании другого в деспотизм самого себя.

Юрист — это специалист, умело обходящий законы.

## Аналогичные словари
«Словарь Сатаны» стал популярен, и через некоторое время появились словари, создатели которых вдохновлялись работой Бирса. Например:
- Evan Esar, Esar’s Comic Dictionary, Harvest House, 1943.
- Leonard Rossiter, Devil’s Bedside Book, Hamlyn, 1980, ISBN 0-600-20105-8.
- Stan Kelly-Bootle, The Computer Contradictionary, McGraw-Hill, 1981. ISBN 0-07-034022-6.
- Rick Bayan, The Cynic’s Dictionary, Hearst Books, 1994, ISBN 0-7858-1713-1.
- Chamber’s Gigglossary, Chambers, 2008, ISBN 0-550-10414-3.